# LTV A-7 Corsair II
LTV A-7 Corsair II byl podzvukový lehký útočný letoun, schopný provozu na letadlové lodi, vyráběný společností Ling-Temco-Vought.
Původně měl u US Navy nahradit stroje Douglas A-4 Skyhawk. Jeho konstrukce byla odvozena ze stíhacího letounu Vought F-8 Crusader, ale ve srovnání s F-8 byl A-7 menší a omezený na podzvukové rychlosti. Jeho drak byl jednodušší a levnější z hlediska výroby. Následně po nabídce do soutěže na požadavek amerického námořnictva VAL (Heavier-than-air, Attack, Light) byla počáteční smlouva na tento typ vystavena 8. února 1964. Vývoj šel rychle - k prvnímu vzletu došlo 26. září 1965, do služby u námořnictva letoun nastoupil 1. února 1967 a ještě do konce roku byly A-7 nasazeny ve Vietnamu.
A-7 byl původně určen pro námořnictvo, ale osvědčil se i jinde. Brzy jej přijalo americké letectvo a letecká národní garda (ANG) a začal nahrazovat letouny Douglas A-1 Skyraider a North American F-100 Super Sabre. Byly vyvinuty vylepšené modely A-7, obvykle s výkonnějšími motory a lepší avionikou. Americké A-7 byly nasazeny v různých hlavních konfliktech, včetně invaze na Grenadu, operace El Dorado Canyon a války v Zálivu. Dále byl používán 4450. taktickou skupinou pro krytí letky vybavené letouny Lockheed F-117 Nighthawk. Jejich údajné použití jako testovacích letounů pro vývoj avioniky F-117 byla krycí zástěrka.
V 70. letech byl také exportován do Řecka a na konci 80. let i do Portugalska. Americké letectvo a námořnictvo se rozhodly vyřadit své zbývající letouny v roce 1991, v roce 1993 následovala letecká garda a portugalské letectvo v roce 1999. A-7 byl z velké části nahrazen stíhači nové generace jako General Dynamics F-16 Fighting Falcon a McDonnell Douglas F/A-18 Hornet. Poslední provozovatel - řecké letectvo - stáhl z provozu poslední A-7 během roku 2014.

## Specifikace (A-7E)

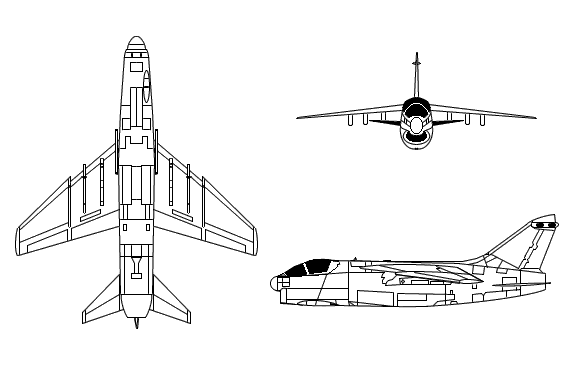
Třípohledový nákres

### Technické údaje
- Osádka: 1 (pilot)
- Rozpětí: 11,81 m
- Délka: 14,06 m
- Výška: 4,90 m
- Nosná plocha: 34,8 m²
- Hmotnost prázdného stroje: 8 840 kg
- Maximální vzletová hmotnost: 19 050 kg
- Pohonná jednotka: 1 × dvouproudový motor Allison TF41-A-2
  - Tah: 64,5 kN

### Výkony
- Maximální rychlost: 1 111 km/h
- Dostup: 13 000 m
- Dolet: 1 127 km
- Přeletový dolet: 2 485 km s přídavnými nádržemi
- Plošné zatížení: 378 kg/m2
- Tah/Hmotnost: 0,50

### Výzbroj
- 1× 20mm kanón M61 Vulcan
- závěsníky : 6 × pod křídlem a 2 × pod trupem s nosností 6 800 kg
- střely : 2 × AIM-9 Sidewinder
- 2 × AGM-45 Shrike
- 2 × AGM-62 Walleye
- 2 × AGM-65 Maverick
- 2 × AGM-88 HARM
- 2 × GBU-8
- bomby: konvenční a laserem naváděné bomby (široká škála)
- 4 × jaderné bomby B28, B57, B61